# Andy Gray (football, 1977)
Pour les articles homonymes, voir Andy Gray et Gray.
Andrew « Andy » Gray, né le 15 novembre 1977 à Harrogate (Angleterre), est un footballeur international écossais qui évolue au poste d'attaquant.